# Lucky Luke contre Pinkerton
 (janvier 2012).
Si vous disposez d'ouvrages ou d'articles de référence ou si vous connaissez des sites web de qualité traitant du thème abordé ici, merci de compléter l'article en donnant les références utiles à sa vérifiabilité et en les liant à la section « Notes et références ».
Lucky Luke contre Pinkerton est la cent-dix-septième histoire de la série Lucky Luke par Achdé, Daniel Pennac et Tonino Benacquista. Elle est publiée pour la première fois du no 3779 au no 3784 du journal Spirou, puis en album en 2010 dans la collection Les Aventures de Lucky Luke d'après Morris n° 4.

## Résumé
Au temps de la présidence d'Abraham Lincoln, Lucky Luke doit affronter Pinkerton, chef d'une agence de détectives, la Pinkerton National Detective Agency. En effet, ce dernier réussit à multiplier les arrestations des plus grands criminels et se considère comme le « successeur de Lucky Luke », ce qui ne plaît pas forcément aux frères Dalton...
Au début de l'histoire, on apprend qu'un attentat contre Lincoln se prépare à Baltimore. Luke découvre qu'il ne s'agit que d'une rumeur propagée par Pinkerton pour gagner la confiance du président et accroître le pouvoir de son agence. Lincoln décide néanmoins de faire confiance à Pinkerton.
Ce dernier renforce les services d'espionnage, multiplie les filatures, encourage les dénonciations et compose des fiches sur différents citoyens dans lesquelles il mentionne tous les délits commis par ces personnes — même s'il s'agit de petits faits de corruption ou des délits civils.
Pinkerton est adepte de la tolérance zéro : « En partant du principe qu'en tout honnête homme sommeille une canaille, la suspicion devient une priorité nationale » (cf. page 13).
Le résultat de cette politique ne se fait pas attendre. Rapidement, de nombreux citoyens sont emprisonnés au pénitencier pour des délits mineurs, à tel point qu'il faut à présent désengorger les prisons... en libérant les plus anciens détenus. C'est ainsi que les Dalton retrouvent la liberté — après avoir été arrêtés par Pinkerton, au début de l'histoire.
Bien décidés à abattre Pinkerton, Joe et ses frères attaquent l'agence et font prisonniers le personnel et Pinkerton. Toutefois, en découvrant ses fiches, ils renoncent à l'exécuter et décident de se servir des faits compromettants qui y sont inscrits pour faire chanter les personnes concernées.
Lucky Luke sort ainsi de sa retraite forcée pour arrêter les Dalton. Il détruit également toutes les fiches de Pinkerton par le feu et fait libérer les innocents envoyés en prison.

## Caricatures et clins d'œil
- Au début de l'album, dans le journal narrant la vie de Lucky Luke, on apprend que le héros est l'ami du grand chef indien Red Bull.
- Aux côtés de Pinkerton, on retrouve deux détectives de l'agence, Cosmo Smith et Fletcher Jones, déjà apparus dans l'album Jesse James ; réapparaissent également plusieurs habitants de Nothing Gulch (tel que le shérif), ville dans laquelle se déroule cette histoire.
- Dans les locaux de l'agence Pinkerton, Têtenfer Wilson — déjà apparu dans l'album En remontant le Mississippi — est en train de se faire photographier.
- Surnommés « Les Experts », deux personnages inspirés de David Caruso et Gary Dourdan mettent leurs talents au service de Pinkerton.
- Parmi les criminels recherchés par Pinkerton, on note Pistol Pete et Explosion Harris, déjà apparus dans l'album En remontant le Mississippi, ainsi que Dan « Wolf Eye » Penbig et Tony « Holly Money » Wellquist — caricatures de Daniel Pennac et Tonino Benacquista, les scénaristes de l'album.
- Sur la fiche de Lucky Luke que lit Pinkerton, il est mentionné que le cow-boy est responsable de l'arrestation de Cards Devon (En remontant le Mississippi), Doc Doxey (L'Élixir du Docteur Doxey), Joss Jamon (Lucky Luke contre Joss Jamon) et Phil Defer (de l'album de même nom).
- Parmi les nouvelles recrues de l'agence, on note la présence d'Eliot Ness, célèbre incorruptible.
- Au saloon, une danseuse entonne Valentine, célèbre chanson de Maurice Chevalier.
- La case où Abraham Lincoln descend du wagon à bestiaux après avoir traversé en secret Baltimore reprend presque exactement une caricature d'Adalbert John Volck à propos du Complot de Baltimore.
- Billy the Kid fait un caméo à la fin de l'album.

## Contradictions et anachronismes
Bien qu'étant un des derniers parus, cet album semble être un des premiers dans l'ordre chronologique de la série, puisqu'il se déroule alors qu'Abraham Lincoln est fraîchement élu, que la guerre de Sécession n'a pas encore eu lieu et donc, que le président n'a pas encore été assassiné. Si l'on suit cette logique, l'apparition des Dalton aux côtés de Lucky Luke est chronologiquement inexacte, l'album mettant en scène ceux-ci pour la première fois se déroule après la mort des frères Dalton historiques, au début des années 1890, soit trente ans après le déroulement du présent album.
De plus, Abraham Lincoln fait expressément référence aux événements qui ont lieu dans Le Fil qui chante, alors qu'il est en route pour Washington pour sa prestation de serment. Or l'inauguration de la ligne télégraphique transcontinentale n'aura lieu qu'à l'automne 1861, alors que Lincoln a pris ses fonctions le 4 mars précédent. La référence au complot de Baltimore dans l'album indique que l'action se déroule à la fin de février 1861.
Enfin, la fiche de Lucky Luke indique qu'il a arrêté Joss Jamon. Or le bandit et son gang ne commencent leur activité qu'après la fin de la guerre de Sécession, comme indiqué sur la première planche de l'album homonyme : techniquement, Lucky Luke n'a pas encore rencontré le bandit.